# Méreg

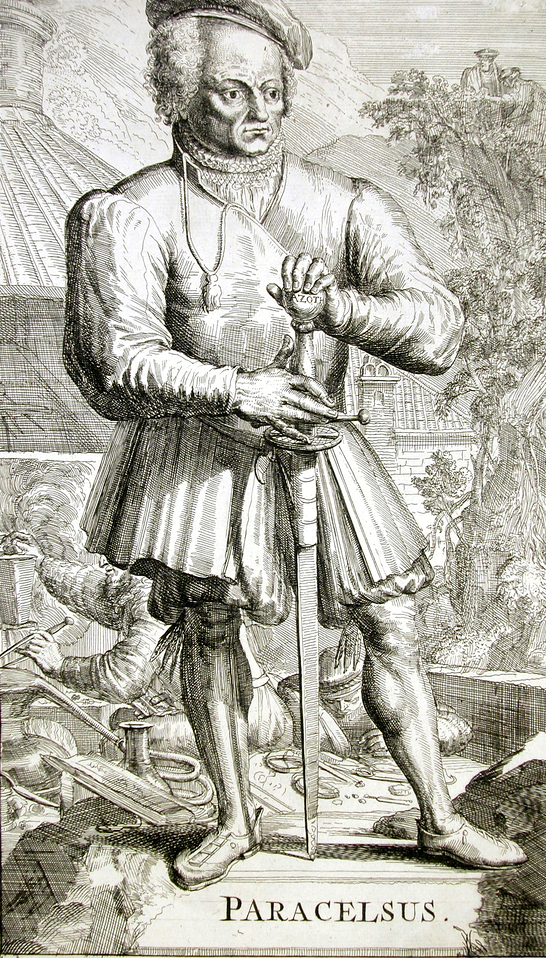
Paracelsus, „a toxikológia atyja”

Biológiai szempontból méregnek tekinthetünk minden olyan anyagot, amely élő szervezettel érintkezve abban károsodást, betegséget vagy halált okoz – általában kémiai reakció útján vagy más molekuláris szintű tevékenységgel – ha belőle kellő mennyiség jut be az élőlénybe. Paracelsus (a toxikológia atyja) szerint:
"Minden dolog méreg, ha önmagában nem is az; csupán a mennyiség teszi, hogy egy anyag nem méreg."
Az orvostudomány (főként az állatgyógyászat) és a zoológia megkülönbözteti a kémiai mérgeket és a biológiai mérgeket, a toxinokat, illetve ezeken belül a venomokat. A toxinok olyan mérgek, amelyek valamely természetes biológiai folyamat során jönnek létre, míg a venomok olyan toxinok, amelyeket szándékosan fecskendez be egy állat az áldozatába harapással, csípéssel vagy szúrással azért, hogy kifejtse benne a mérgező hatást. A kémiai mérgek ezzel szemben a bőrön vagy a bélfalon át felszívódva fejtik ki a hatásukat.

## Terminológia
Néhány kémiai méreg egyben toxin is, ezek olyan természetes anyagok (például egyes baktériumok fehérjéi), amelyek többek között a tetanuszt és a botulizmust is okozzák. A kémiai méreg és a toxin fogalmát gyakran a kutatók sem különböztetik meg egymástól. A szubkután módon (például harapás, csípés, kígyómarás által) ható állati toxinokat venomoknak nevezik.
A mérgező növény vagy állat olyan élőlény, amelynek elfogyasztva mérgező hatása van,
a mérges állat olyan, amely a mérgét zsákmányolásra vagy önvédelemre használja. 
Ugyanaz az élőlény lehet mérgező és mérges is.
A toxikus és mérgező fogalom egymás szinonimái.
A kémiában és a fizikában a méreg olyan anyag, amely egy reakciót meggátol, például azáltal, hogy egy katalizátorhoz kötődik.
A köznyelvben a méreg szót gyakran használják olyan veszélyes anyagokra is, amelyek korrozívak, rákkeltőek, mutagének, teratogének vagy környezetszennyezők lehetnek.
A mérgek jogi definíciója ennél sokkal szigorúbb.

## Szimbólumok

A mérget jelölő halálfej

A mérgeket általában halálfejjel szimbolizálják, amely arra utal hogy potenciálisan halált okozhatnak. Ez az ENSZ szabványos szimbóluma is és az Európai Unió is ezt használja. Az Amerikai Egyesült Államokban más szimbólumokat használnak, ilyen például a Mr. Yuk szimbólum. Akik ezt támogatják, azzal érvelnek, hogy a halálfej érdeklődést kelthet a gyerekekben, mert a kalózokra emlékezteti őket, míg a Mr Yuk szimbólum nem.
Az olyan vegyületeket, amelyek nem okoznak halált, csak korrozívak, enyhén toxikusak vagy egészségkárosítóak a köznyelvben szintén mérgeknek nevezik, de ezeket általában nem jelölik halálfejjel. Az ENSZ-ben az egészségre káros vagy irritáló anyagokat narancssárga háttéren nagy fekete X-szel jelölik.

### Keresztjelzés
A Magyarországon forgalmazott gyógyszeranyagokat hatáserősségi jelzéssel látják el:
- + (egy kereszt) jelzés, ha a gyógyszerkészítmény alkalmazása a kezelés során nemkívánatos mellékhatásokkal járhat ( például tesztoszteron),
- ++ (két kereszt) jelzés, ha a gyógyszerkészítmény erős hatású és/vagy olyan gyógyszer, amelynek alkalmazása súlyos mellékhatásokkal járhat (például arzén, Sertindol),
- # (egy üres kereszt) jelzés, ha a gyógyszerkészítmény pszichotróp készítménynek minősül,
- ## (két üres kereszt) jelzés, ha a gyógyszerkészítmény kábítószernek minősül.

## A mérgek használata
A mérgeknek általában nem a mérgező, hanem egyéb tulajdonságait használják ki. 
A mérgező hatásnak csak szűk határok között veszik hasznát, például kártevők vagy gyomok irtása, vagy építőanyagok konzerválása és élelmiszerek tartósítására. Ahol lehetséges egyre inkább olyan anyagokat kell használni, melyek az emberekre kevésbé károsak. Ez alól léteznek kivételek is, mint például a foszfin, amit ma is használnak.
Az emberiség története folyamán sokszor használták szándékosan a mérgek mérgező hatását gyilkosságra, öngyilkosságra és kivégzésekre. Kivégzési módszerként a mérgeket a kivégzett személlyel megetették, (például az ókori Athénban Szókratész) belélegeztették (például szén-monoxidot vagy hidrogén-cianidot a gázkamrákban) vagy beinjektálták (lásd halálos injekció).
A mérgeket sokkal gyakrabban használják más hasznos tulajdonságaik miatt. A kémiai szintézisekben a leghatékonyabb, legegyszerűbb, legbiztonságosabb vagy legolcsóbb módszereknél használt vegyszerek gyakran mérgezőek. 
Különösen kísérleti laboratóriumokban használnak specifikus reaktivitásuk miatt mérgező anyagokat. 
Erre példa a krómsav, mely egyszerű reagens. Sok technikai berendezéshez különleges fizikai tulajdonságok szükségesek. Ha egy mérgező anyagnak megvannak ezek a tulajdonságai, ezt alkalmazzák.
Különösen fontos a reaktivitás. A hidrogén-fluorid például igen korrozív és mérgező anyag, viszont nagy affinitása van a szilíciumhoz, amit kihasználnak az üvegmaratás és a félvezetőgyártás folyamataiban.

## Biológiai mérgezés
Akut (vagy heveny) mérgezésről akkor beszélhetünk, ha egy élőlény csak egyszer vagy csak rövid ideig érintkezett a mérgező anyaggal, és mérgezés alakul ki benne. A tünetek és a kontaktus ideje között szoros összefüggés van. Krónikus (v. idült) mérgezés a méreggel való hosszútávú, ismételt vagy folyamatos kontaktus során alakulhat ki. Itt a tünetek nem jelentkeznek azonnal vagy az anyaggal való minden egyes érintkezéskor. Az élőlény fokozatosan vagy csak hosszú látens időszak után betegedik meg. A krónikus mérgezés leggyakrabban olyan anyagoknál fordul elő amelyek felhalmozódnak a szervezetben, mint például az ólom vagy a higany. Az idült mérgezés tünetei sokszor teljesen eltérnek ugyanazon anyag heveny mérgezésének tüneteitől.
A mérgek érintése vagy felszívódása azonnali halált vagy egészségkárosodást is okozhat. Az idegrendszerre ható szerek másodpercek vagy még rövidebb idő alatt lebéníthatják a szervezetet. Ide tartoznak a természetes biológiai neurotoxinok és az ideggázok is, melyeket a hadiipar állít elő.
A belélegzett vagy elfogyasztott cianidot amerikai gázkamrákban használják gyors kivégzési módszerként.
Ez az anyag azonnali halált okoz, egyrészt sokkal jobban kötődik a hemoglobinhoz, mint az oxigén (fulladás), másrészt mert a mitokondriumokban működő ATP-termelő enzimek gátlásával gátolja az energiatermelés folyamatát.
A másik amerikai kivégzési mód a nagyon magas koncentrációjú kálium-klorid intravénás injekciója.
Ez gyors szívmegállást okoz, mivel megszünteti a szívizom összehúzódásához szükséges sejtpotenciált.
A legtöbb rovarirtószert úgy tervezték, hogy célzottan mérgezzen egyes fajokat, de a nem célzott fajokon is megfigyelhetünk akut vagy krónikus mérgezést, többek között a mérget alkalmazó embereken és más jótékony állatokon is.
Sok olyan anyag, amit méregnek tekintenek csak közvetett úton mérgez. Ilyen például a metanol, amely önmagában nem mérgező, de a májban formaldehiddé és hangyasavvá alakul, melyek már mérgezőek. 
Sok gyógyszermolekula is a májban válik mérgezővé.
A májenzimek közötti egyének közti különbségek miatt bizonyos gyógyszermolekuláknak egyénenként eltérő toxicitása van.
A biológiai mérgezések tüneteivel, mechanizmusával és kezelésével a toxikológia tudománya foglalkozik.

## Csoportosítás

### Támadáspont szerint
- idegméreg: zsírban jól oldódó vegyület, a központi és környéki idegrendszerre egyaránt hat
- sejtméreg: a szervezet valamennyi sejtjét károsítja
- enzimbénító: a szervezet működéséhez szükséges enzimek valamelyikét bénítja
- vérméreg: a vér festékanyagaihoz kötődve az oxigénszállítást gátolja, vagy a véralvadás folyamatát zavarja
- izomméreg: a harántcsíkolt izmok sejtjeit károsítja
- immunrendszerre ható méreg: az immunrendszer működését gátolja, vagy stimulálja

### Szervezetbe jutás módja szerint
- szájon át, az emésztőcsatornán keresztül
- kültakarón keresztül
- légutakon keresztül
- egyéb módon (például nyálkahártyán, méhlepényen, anyatejen vagy közvetlenül a vérpályán keresztül stb.)

### Eredete szerint
- növényi (alkaloidák)
- állati (méregmirigy)
- ásványi
- szintetikus

### Kémiai jellege szerint
- szervetlen
- szerves

### Halmazállapot szerint
- szilárd
- folyékony
- légnemű

### Hatásmechanizmus

#### Szummációs hatású anyagok
- a dózis nagysága nem bír jelentőséggel
- a szervezetbe jutva az anyagra jellemző idő után lebomlik, vagy kiürül
- a szervezetbe érve irreverzibilis károsodást hoz létre
- ha később ugyanaz, vagy hasonló anyag jut a szervezetbe, akkor káros hatása hozzáadódik az előző károsodáshoz
- pl. rákkeltő vegyületek

#### Kumulatív hatású anyagok
- elraktározódik a zsírszövetekben, a nagy zsírtartalmú parenchymás szervekben és a központi idegrendszerben
- mennyisége a szervezetben minden bevitel után növekszik
- toxikus hatását akkor fejti ki, amikor mennyisége elér egy meghatározott szintet
- pl. xenobiotikumok

#### Koncentrációs hatású anyagok
- a szervezetbe jutva egy idő után kiürül
- a rá jellemző küszöbszint alatt nem fejti ki toxikus hatását
- pl. vízoldékony anyagok

## Mérges állatok
Néhány állat toxikus váladékot, mérget termel.

### Mérges kígyók
Néhány kígyófaj toxikus váladék, méreg kibocsátása közben harapja és öli meg áldozatát. A mérget a kígyó szájában lévő méregfogak választják ki oly hatásosan, hogy az áldozat perceken, olykor másodperceken belül összeroskad. A mérges kígyóknak különféle méregfogaik lehetnek. Egyesek erősen az állkapcsokhoz rögzülnek, egyesek helyváltoztatásra képesek. A méregfogak lehetnek barázdásak, ill. csövesek, ülhetnek elöl vagy mélyen hátul. A csöves méregfogú kígyók mérget fecskendeznek zsákmányukba, míg a barázdás fogúak hagyják, hogy a méreg az áldozatba szivárogjon. A kobráknak, tajpánoknak, mambáknak, a korall- és tengeri kígyóknak a száj elülső részéhez rögzült csöves méregfogaik vannak. A viperák és a csörgőkígyók méregfogaik előrefordításával csapnak le áldozatukra. A viperák mérge nem csak öl, hanem segít lebontani a zsákmány szöveteit, megkönnyítve az emésztést. A hátulméregfogas kígyók fogai fixek és barázdáltak. Emberre ritkán veszélyes a harapásuk - meg kell rágniuk a zsákmányt, hogy a méreg bejusson az áldozatába.

### Mérges gyíkok
A gyíkok is termelnek mérget. A mexikói viperagyík és a gila; ez a két mérgesgyíkfaj él a világon.
A komodói varánusz szájában méregmirigyek találhatóak.

### Rovarok
Az emberek többsége tudja, hogy a méhek és a darazsak szúrnak (csípnek), viszont egyes hangyák is rendelkeznek ezzel a kellemetlen szúróképességgel. Ezek a rovarok felsebzik a bőrt, és mérget fecskendeznek a vérbe. Majdnem 9000 hangyafaj létezik, és sokan közülük bolyokban élő és csoportosan vadászó ragadozók. A dél-amerikai 700 000-es vándor-hangyacsapat nagy zajjal söpör végig az erdőn, elpusztítva minden útjába kerülő állatot.  A méhek a virágok nektárját és virágporát fogyasztják, és csak önvédelemből szúrnak. 

## A mérgezések felismerése

### Valószínűsítő körülmények
- elmondás
- vegyszerrel végzett tevékenység
- vegyszer megtalálása
- szavahihető tanú
- jellegzetes tünetek
- többen betegszenek meg az azonos helyen lévők közül
- előzmények nélküli rángás, hasmenés, delírium, kóma, rángógörcs

### Tünetek
szag (lehelet)
- acetonos: alkohol, metil-alkohol, szalicil
- aromás: petróleum, benzin, éter
- dohány: nikotin
- füst: szén-monoxid
- keserű mandula: cián

a szem tünetei
- csökkent látás: metil-alkohol, szén-monoxid, nikotin, gyűszűvirág
- szemkidülledés: cián
- fény merev pupilla: altatószerek, metil-alkohol, oxigénhiány
- könnyezés: szerves foszforsavészterek, irritáló gázok
- szemgolyórezgés: alkohol, szén-monoxid, barbiturát (nyugtatók, altatók tartalmazzák "drog") etilénglikol (fagyálló)
- kancsalság: botulizmus (romlott hentesárukban, hal- és főzelékkonzervekben elszaporodó baktériumok okozta igen súlyos, sok esetben halálos ételmérgezés)
- színes látás: hallucinogének, gyűszűvirág
- színvakság: nikotin, alkohol
- szűk pupillák: szerves foszforsavészterek, barbiturát(nyugtatók altatók tartalmazzák"drog"), gombák
- tág pupillák: atropin (egyes növények nálunk a nadragulya, beléndek mérgező alkaloidja) dolargan (kábító fájdalomcsillapító), szén-monoxid, metil-alkohol

hallás
- fülzúgás, süketség: kinin, szalicilsav

bőrelváltozások
- hólyagok: szén-monoxid, barbiturát (nyugtatók, altatók tartalmazzák "drog"), triklór-etilén
- cianózis (elkékülés oxigénhiány miatt): -barbiturátok, ópiátok, nitritek, benzin
- erős izzadás: szerves foszforsavészterek, nikotin, nitrát
- feltűnő arcpír: atropin, reserpin, antaethyl (régóta fennálló alkoholizmus esetén az alkoholelvonás kiegészítésére), dithiocar
- hideg verejték: gyűszűvirág, ájulást okozó szerek
- kipirulás: atropin, antihisztamin, nyugtatószerek
- száraz, meleg bőr: nadragulya, botulizmus, szkopolamin (maszlag)
- barnás kék bőr: methaemoglobinaemia (nitrit-nitrát)
- élénkvörös bőr: cián, szén-monoxid
- fekete bőr: bromidok
- sárga bőr: jód, pikrinsav
- zöldes bőr: rézsók
- tűzpiros kiütés: bórsav
- vérzések: véralvadásgátlók, szalicilát
- bőrgyulladás: csalán, kankalin, petróleum

## Mérgek és hatásaik
| Méreg                  | Amit károsít                                              | Példa | Ellenszere |
| ---------------------- | --------------------------------------------------------- | --- | --- |
| Lúgok                  | A bőrön vagy a nyálkahártyán okoznak maródást, roncsolást | alkálilúg (nátrium-hidroxid, kálium-hidroxid)                                                                                          | híg ecetsavas lemosás |
| Valamennyi ásványi sav | savas égetés                                              | sósav, kénsav, foszforsav, salétromsav stb.                                                                                            | híg nátrium-hidrogén-karbonátos (szódabikarbóna) lemosás                                                                                              |
| Vérmérgek              | A vér hemoglobinját támadják meg                          | 1. szén-monoxid, 2. hidrogén-cianid és a cianidok                                                                                      | 1. levegőztetés, mesterséges lélegeztetés, 2. nátrium-nitrit oldatot kell befecskendezni és híg nátrium-tioszulfát oldatot kell itatni                |
| Gyomor- és bélmérgek   | …                                                         | foszfor, arzén, réz-, ólom-, higanysók                                                                                                 | Langyos szappanos vagy nátrium-kloridos oldat itatásával való hánytatás ajánlható                                                                     |
| Vesemérgek             | …                                                         | terpentin, oxálsav, polihidroxi-fenolok                                                                                                | … |
| Szívmérgek             | …                                                         | kinin, nikotin, digitálisz | … |
| Idegmérgek             | …                                                         | 1. szénhidrogének és halogénezett szénhidrogének, 2. Hidrogén-szulfid, szén-diszulfid, 3. valamennyi kábítószer, alkaloid, kígyóméreg, | 1. kalcium-glükonát oldatot kell befecskendezni 2. levegőztetés, mesterséges lélegeztetés 3. eltávolításuk a szervezetből orvosi beavatkozást igényel |
| Tüdőmérgek             | Tüdővizenyőt okoznak                                      | klór, bróm, foszgén | Alkoholt kell belélegeztetni, és levegőztetni |